# Kreis Neustadt O.S.

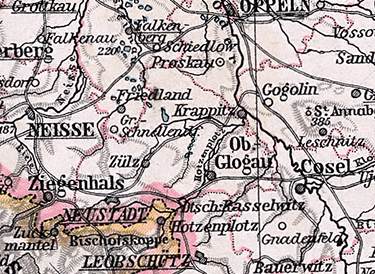
Der Kreis Neustadt auf einer Karte von 1905

Der Kreis Neustadt O.S. (O.S.= Oberschlesien) war ein preußischer Landkreis in Oberschlesien. Er bestand in der Zeit von 1743 bis 1945. Sein Gebiet entspricht ungefähr dem heutigen Powiat Prudnicki in der Woiwodschaft Opole (Oppeln) in Polen.

## Verwaltungsgeschichte
Nach der Eroberung des größten Teils von Schlesien wurden von König Friedrich II. 1742 in Niederschlesien und 1743 auch in Oberschlesien preußische Verwaltungsstrukturen eingeführt. Dazu gehörte die Einrichtung zweier Kriegs- und Domänenkammern in Breslau und Glogau sowie deren Gliederung in Kreise und die Einsetzung von Landräten. Die Ernennung der Landräte in den oberschlesischen Kreisen erfolgte auf einen Vorschlag des preußischen Ministers für Schlesien Ludwig Wilhelm von Münchow hin, dem Friedrich II. im Februar 1743 zustimmte.
Im Fürstentum Oppeln, einem der schlesischen Teilfürstentümer, wurden aus den alten schlesischen Weichbildern preußische Kreise gebildet, darunter auch der Kreis Falkenberg. Als erster Landrat des Kreises Neustadt wurde Erdmann Carl Gustav von Rödern eingesetzt. Der Kreis Neustadt unterstand zunächst der Kriegs- und Domänenkammer Breslau und wurde im Zuge der Stein-Hardenbergischen Reformen dem Regierungsbezirk Oppeln der Provinz Schlesien zugeordnet.
Bei der Kreisreform vom 1. Januar 1818 im Regierungsbezirk Oppeln wurden die Kreisgrenzen wie folgt geändert:
- Die Dörfer Berndau, Damasko, Gläsen, Kasimir, Schönau, Steubendorf und Thomnitz wechselten aus dem Kreis Neustadt in den Kreis Leobschütz.
- Die Dörfer Oberwitz und Roswadze wechselten aus dem Kreis Neustadt in den Kreis Groß Strehlitz.
- Die Dörfer Dobersdorf und Malckwitz wechselten aus dem Kreis Oppeln in den Kreis Neustadt.

Seit dem 1. Juli 1867 gehörte der Kreis zum Norddeutschen Bund und ab dem 1. Januar 1871 zum Deutschen Reich.
Zum 8. November 1919 wurde die Provinz Schlesien aufgelöst und aus dem Regierungsbezirk Oppeln die neue Provinz Oberschlesien gebildet. In der Volksabstimmung in Oberschlesien am 20. März 1921 votierten im Kreis Neustadt 88,2 % der Wähler für den Verbleib bei Deutschland und 11,8 % für eine Abtretung an Polen.
Ende der 1920er Jahre fand im Kreis Neustadt O.S. entsprechend der Entwicklung im übrigen Preußen eine Gebietsreform statt, bei der bis auf den Forstgutsbezirk Schelitz alle 64 Gutsbezirke aufgelöst und benachbarten Landgemeinden zugeteilt wurden.
Im Frühjahr 1945 wurde das Kreisgebiet von der Roten Armee besetzt. Im Sommer 1945 wurde das Kreisgebiet von der sowjetischen Besatzungsmacht gemäß dem Potsdamer Abkommen unter polnische Verwaltung gestellt. Im Kreisgebiet begann daraufhin der Zuzug polnischer Bevölkerung. In der Folgezeit wurden die deutschen Einwohner größtenteils aus dem Kreisgebiet vertrieben; der noch verbliebenen wurde der Gebrauch der deutschen Sprache verboten.

## Einwohnerentwicklung
| Jahr | Einwohner | Quelle |
| ---- | --------- | ------ |
| 1795 | 52.110    | [ 9 ]  |
| 1819 | 44.852    | [ 10 ] |
| 1846 | 73.421    | [ 11 ] |
| 1871 | 86.315    | [ 12 ] |
| 1885 | 95.456    | [ 13 ] |
| 1900 | 98.324    | [ 14 ] |
| 1910 | 97.537    | [ 14 ] |
| 1925 | 95.370    | [ 15 ] |
| 1939 | 95.815    | [ 15 ] |

Bei der Volkszählung von 1910 bezeichneten sich 53 % der Einwohner des Kreises Neustadt als deutschsprachig und 45 %  als polnischsprachig. Bei der Volkszählung von 1939 waren 93 % der Einwohner katholisch und 7 % evangelisch.

## Landräte
Folgende Personen amtierten als Landrat:
| 1743–174500Erdmann Carl Gustav von Roedern 1747–175000Heinrich Gotthard von Naefe 1752–175300Franz Adankt Joseph von Görtz 1753–175800Johann Friedrich von Schneckenhaus 1759–000000Carl Gottfried von Schwemler 1765–176900George Peter von Twardowsky 1769–178700George David Wenzel von Tschepe und Weidenbach 1787–181300Theodor Carl Elstermann von Elster 1813–181900Josef von Gruttschreiber 1819–183000Ernst von Dungern 1830–184200Hans von Seherr-Thoß 1842–184300Oswald Sack (* 1809) | 1843–184900Carl von Wittenburg 1849–187200Adolph Ferdinand Berlin 1872–188600Rudolf von Wittenburg (1842–1911) 1887–189200Franz Hubert von Tiele-Winckler (1857–1922) 1892–190700Stephan von Sydow (1857–1919) 1907–192000Hermann von Choltitz (1868–1947) 1920–192200Bernhard Danckelmann (1886–1947) (auftragsweise) 1922–193300Robert Pachur 1933–193700Günther Schwantes 1937–194300Conrad Listemann 1943–194500Scholz (vertretungsweise) |

## Kommunalverfassung
Der Kreis Neustadt O.S. gliederte sich seit dem 19. Jahrhundert in die Städte Neustadt O.S., Oberglogau und Zülz, in Landgemeinden und in Gutsbezirke. Mit Einführung des preußischen Gemeindeverfassungsgesetzes vom 15. Dezember 1933 sowie der Deutschen Gemeindeordnung vom 30. Januar 1935 wurde zum 1. April 1935 das Führerprinzip auf Gemeindeebene durchgesetzt. Eine neue Kreisverfassung wurde nicht mehr geschaffen; es galt weiterhin die Kreisordnung für die Provinzen Ost- und Westpreußen, Brandenburg, Pommern, Schlesien und Sachsen vom 19. März 1881.

## Gemeinden
Der Kreis Neustadt umfasste 1936 drei Städte und 97 Landgemeinden:
| - Achthuben - Alt Kuttendorf - Altstadt - Altzülz - Blaschewitz - Bresnitz - Broschütz - Buchelsdorf - Deutsch Müllmen - Deutsch Probnitz - Deutsch Rasselwitz - Dirschelwitz - Dittersdorf - Dittmannsdorf - Dobersdorf - Dobrau - Eichhäusel-Neudeck - Ellguth - Ellsnig - Ernestinenberg - Friedersdorf - Fröbel - Glöglichen - Grabine - Gräflich Wiese | - Grocholub - Groß Pramsen - Haselvorwerk - Jassen - Josefsgrund - Kerpen - Klein Pramsen - Klein Strehlitz - Kohlsdorf - Komornik - Körnitz - Kramelau - Kreiwitz - Krobusch - Kröschendorf - Kujau - Kunzendorf - Langenbrück - Laßwitz - Legelsdorf - Leschnig - Leuber - Lobkowitz - Lonschnik - Mochau | - Mokrau - Moschen - Mühlsdorf - Neu Kuttendorf - Neudorf - Neuhof - Neustadt O.S., Stadt - Oberglogau, Stadt - Olbersdorf O.S. - Ottok - Pietna - Pogosch - Müllmen - Probnitz - Psychod - Radstein - Rasselwitz - Repsch - Riegersdorf - Ringwitz - Rosenberg - Rosnochau - Schartowitz - Schelitz - Schiegau | - Schlogwitz - Schmitsch - Schnellewalde - Schönowitz - Schreibersdorf - Schwärze - Schweinsdorf - Schwesterwitz - Sedschütz - Siebenhuben - Simsdorf - Steinau O.S. - Stiebendorf - Stöblau - Twardawa - Wackenau - Walzen - Waschelwitz - Wildgrund - Wilkau - Zabierzau - Zeiselwitz - Zellin - Zowade - Zülz, Stadt |

Zum Kreis gehörte außerdem der gemeindefreie Gutsbezirk Forst Schedlitz.
Eingemeindungen bis 1939
- Achthuben, am 1. April 1939 zu Schnellewalde
- Altstadt, am 1. April 1938 zu Zülz
- Brese (Bresnitz), am 1. April 1939 zu Ernestinenberg
- Hinterdorf, am 1. August 1904 zu Oberglogau
- Jarschowitz, am 1. Januar 1929 zu Stiebendorf
- Kujau, am 1. April 1939 zu Zellin
- Schloß Ober Glogau, am 1. August 1904 zu Oberglogau
- Schönowitz, am 1. April 1938 zu Zülz
- Siebenhuben, am 1. April 1939 zu Riegersdorf
- Weingasse, am 1. August 1904 zu Oberglogau

## Ortsnamen
Bei den vier Landgemeinden Polnisch Müllmen, Polnisch Olbersdorf, Polnisch Rasselwitz und Polnisch Probnitz entfiel 1926 der Namensteil „Polnisch“. Im Jahr 1936 wurden im Kreis Neustadt zahlreiche Gemeinden umbenannt:
| - Blaschewitz → Niederblasien - Bresnitz → Brese - Broschütz → Schobersfelde - Deutsch Probnitz → Kranzdorf - Dobrau → Burgwasser - Grabine → Gershain - Grocholub → Erbersdorf - Komornik → Kammersfeld - Krobusch → Krähenbusch - Laßwitz → Hohenschanz - Leschnig → Hegerswalde - Lobkowitz → Jägershausen - Lonschnik → Wiesengrund - Mokrau → Nassau - Müllmen → Niederrode | - Ottok → Auenwalde - Pietna → Teichgrund - Pogosch → Brandewalde - Probnitz → Proben - Psychod → Waldfurt - Rasselwitz → Roßtal - Rosnochau → Roßweide - Schartowitz → Fichtenwalde - Schlogwitz → Schlagenhof - Schmitsch → Lößtal - Twardawa → Hartenau - Waschelwitz → Tiefengrund - Wilkau → Willenau - Zabierzau → Hinterwalde - Zowade → Lichten |